# Crassula volkensii
Crassula volkensii là một loài thực vật có hoa trong họ Crassulaceae. Loài này được Engl. miêu tả khoa học đầu tiên năm 1895.